# Pedro Agostinho (antropólogo)
Pedro Manuel Agostinho da Silva ou Pedro Agostinho da Silva ou simplesmente Pedro Agostinho (Lisboa, 28 de novembro de 1937 – São Paulo, 10 de novembro de 2022) foi um antropólogo e professor universitário português com cidadania brasileira que se notabilizou por pesquisas etnológicas sobre os Kamayurá, pela antropologia política e pela etnologia naval.. 

## Biografia
Pedro Agostinho nasceu na capital de Portugal em 28 de novembro de 1937. Ele era filho de Agostinho da Silva, filósofo, professor e polímata português que foi perseguido durante o Salazarismo.
Por causa da perseguição política que seu pai sofreu, que levou a Agostinho da Silva precisar exilar de Portugal, Pedro teve de acompanhar toda a sua família no exílio para o Brasil, tendo morado nos estados de Santa Catarina, Paraíba e Bahia, neste último que acabaria sendo sua residência definitiva naquele país.
Durante a adolescência na década de 1950, Pedro Agostinho fez o curso técnico de tipografia na Escola Industrial de Florianópolis. Também, foi em Florianópolis que um acidente marcou a sua vida quando, ele, mergulhando no Costão do Santinho, sofreu um acidente no pé direito que acabou lhe obrigando a ter de usar muletas por toda a sua vida.
Na década de 1950, o seu pai foi convidado pelo reitor Edgard Santos da então Universidade da Bahia para ser professor por lá. Isto resultou na mudança da família para Salvador. Será nesse período em que, em 1961, Pedro Agostinho irá conhecer Rosa Virgínia Mattos, uma estudante do curso de graduação em Letras na Universidade da Bahia que e participava ativamente da Juventude Universitária Católica. No ano seguinte, Pedro e Rosa se declaram um para o outro, iniciando um namoro..
No mesmo ano de 1962, Pedro Agostinho foi para o Rio de Janeiro para concluir os seus estudos de graduação em História na Universidade Federal do Estado do Rio de Janeiro (UFERJ), que futuramente teve seu nome alterado para a Universidade Federal Fluminense (UFF). Durante esse período de distância, ele trocou com Rosa inúmeras correspondências amorosas, vindo a iniciar o noivado com ela no natal do mesmo ano e que resultou no casamento ocorrido em 31 de dezembro 1963.
Em 1964, Pedro Agostinho ingressou no mestrado em Antropologia na Universidade de Brasília onde fez trabalho de campo no Parque Indígena do Xingu que resultou em uma pesquisa etnológica sobre sociedades indígenas do Alto Xingu, com foco nos ritos e símbolos do povo Kamayurá. Desta pesquisa surgiu a dissertação denominada de "Kwarìp, festa dos mortos. Índios Kamayurá, Alto Xingú", elaborada sob a supervisão do professor Eduardo Galvão e defendida em 1966.
Após a defesa da dissertação, Pedro continuou a efetuar visitas à aldeia Kamayurá no Parque Indígena do Xingu, situada nas proximidades da lagoa Ipavu, inclusive acompanhado de sua esposa, Rosa Virgínia, que realizou pesquisas linguísticas sobre o português kamayurá. Desta pesquisa resultou a coletânea "Sete Estudos sobre o Português Kamayurá", que veio a ser publicada em 1982, coordenada pela própria Rosa e que contou com dois dos capítulos escritos em coautoria com o próprio Pedro Agostinho:
- "Transcrição da conversa livre entre Takuma e documentadores";
- "Aculturação no plano linguístico: Notícia sobre pesquisa entre os Kamayurá do Alto Xingu, Brasil".

Em um intervalo de tempo, entre as visitas ao Alto Xingu e Salvador, em 1968, Pedro Agostinho funda em Brasília o Centro Brasileiro de Estudos Indígenas (CEI), tornando-se o primeiro dirigente do mesmo. De acordo com o antropólogo Ordep Serra, neste Centro, Pedro foi o primeiro a promover no Brasil uma discussão sistemática sobre o pensamento antropológico estruturalista contido em "Antropologia Estrutural" de Claude Lévi-Strauss.
Em janeiro de 1971, Pedro Agostinho foi, junto com Darcy Ribeiro, Carlos de Araújo Moreira Neto e Silvio Coelho dos Santos, um dos poucos antropólogos que participaram da cimeira chamada de “La fricción interétnica en América del Sur fuera de la región andina”, realizado na Universidade das Indias Ocidentais, em Bridgetown (Barbados), que resultou em um instrumento de soft law chamado "Declaração de Barbados" que além de ser um dos primeiros documentos internacionais a reconhecer a abordagem metodológica da antropologia comprometida, como também, afirmou o conceito de "fricção interétnica".
Em março de 1971, Pedro Agostinho ingressou como professor universitário para a Faculdade de Filosofia e Ciências Humanas da Universidade Federal da Bahia, passando a atuar no Departamento de Antropologia e Etnologia dessa unidade da Universidade Federal da Bahia (UFBA), denominação que passou a ser aplicada à então Universidade da Bahia, lecionando as disciplinas iniciais de Antropologia, Teoria Antropológica, Antropologia Rural e Antropologia das Sociedades Indígenas.
Em dezembro de 1971, Pedro Agostinho liderou uma equipe de trabalho de campo formada por antropólogos e estudantes de ciências sociais da UFBA que foram fazer uma visita para as terras de Barra Velha, uma localidade situada no município de Porto Seguro, com o objetivo de fazer um censo da população pataxó que vivia naquela comunidade e elaborar uma perícia antropológica para ver a possibilidade de demarcação das terras indígenas daquela comunidade.
Em 1984, Pedro foi eleito para ser um dos membros da diretoria da Associação Brasileira de Antropologia (ABA), tendo exercido o seu mandato entre os anos de 1984 a 1986, às vesperas da assembléia constituinte no período da redemocratização.
Durante a segunda metade da década de 1980, Pedro Agostinho com outros professores da UFBA e demais interessados em articulação com o Ministério da Cultura do Brasil e o Instituto do Patrimônio Histórico e Artístico Nacional (IPHAN), conceberam o Projeto Archenave voltado para a produção de pesquisa arqueológica, etnográfica e histórica envolvendo as produções da cultura material naval na costa brasileira.
Em 2007, Pedro Agostinho se aposentou como professor adjunto da UFBA, após exercer diversos cargos e funções na Faculdade de Filosofia e Ciências Humanas, no Centro de Estudos Afro-Orientais (Ceao), do Centro de Estudos Baianos, do Museu de Arqueologia e Etnologia.

## Contribuições à etnologia brasileira
As pesquisas de Pedro Agostinho têm oferecido uma contribuição para a antropologia, especialmente nos âmbitos da etnologia dos povos xinguanos, com foco no povo Kamayurá, da antropologia política e da etnologia naval.
Em termos quantitativos, a produção intelectual de Pedro Agostinho é abrangente compreendendo 38 artigos completos publicados em periódicos especializados, 24 capítulos de livros, 13 artigos em jornais e revistas, 3 trabalhos completos publicados em Anais de eventos científicos, além de 7 livros.
Sobre a etnologia indígena brasileira, Pedro Agostinho produziu uma etnografia sobre o povo kamayurá em sua pesquisa de mestrado que ao ser publicada pela Editora da USP, em 1974, tornou-se um dos livros clássicos da Antropologia das Sociedades Indígenas chamado "Kwarùp: Mito e Ritual no Alto Xingu".

### Etnologia indígena no Nordeste do Brasil
Pedro Agostinho é considerado um dos responsáveis pela consolidação da etnologia indígena no Nordeste do Brasil, após a experiência que adquiriu realizando pesquisas antropológicas, sob orientação de Eduardo Galvão, de sociedades indígenas, principalmente a Kamayurá, no Parque Indígena do Xingu, quando foi um dos fundadores do PINEB, tendo realizado estudos que contribuíram para a visibilidade da população indígena situada no estado da Bahia, além de ser um dos articuladores que se uniram à mobilização dos povos indígenas do sul da Bahia que levaram à demarcação das terras indígenas pataxós na região.
Isto começou com a expedição à Barra Velha, em dezembro de 1971, quando Pedro Agostinho liderou uma equipe de trabalho de campo formada por antropólogos e estudantes de ciências sociais da UFBA. A partir deste trabalho de campo, Pedro Agostinho acabou fundando todo um campo de pesquisas, que foi responsável por começar a produção sistemática de conhecimento acadêmico relacionado aos povos indígenas da Bahia e alinhado com o ideário da antropologia comprometida, passa a defender o engajamento dos antropólogos na atuação social e política em favor das populações indígenas.
Esta expedição antropológica ocorreu em razão de, naquela época, a população pataxó enfrentar dificuldades para o seu reconhecimento pelo Governo brasileiro, especialmente pelo contexto ser o de Ditadura Militar deflagrada desde a década de 1960, em que o único território indígena reconhecido no estado da Bahia, naquele período, era a Terra Indígena Caramuru-Paraguaçu, que agregava uma população formada por diversos povos indígenas reunidos à força pelo poder público (pataxós, mongoiós, camacãs, baenãs, geréns, tupiniquins, Sapuiás-quiriris) que passaram a se autodenominar "pataxós hã-hã-hãe". 
Como resultado da expedição à Barra Velha foi o surgimento de novas demarcações de terras indígenas para os pataxós que viviam pela região do Extremo Sul baiano, os quais haviam sido expulsos no passado ou resistiam em episódios de fricção interétnica, além da criação na UFBA de um programa de pesquisa na área de etnologia indígena aplicada ao Nordeste do Brasil chamado de "Programa de Pesquisas sobre Povos Indígenas do Nordeste Brasileiro" (PINEB).
Ele se tornou diretor do PINEB nas primeiras décadas de sua existência, até que veio a ser sucedido por uma antiga orientanda, a atual professora emérita Maria Rosário de Carvalho.

### Antropologia política e a fricção interétnica
Pedro Agostinho foi um dos principais divulgadores do conceito de "fricção interétnica", termo cunhado pelo antropólogo brasileiro Roberto Cardoso de Oliveira e reconhecido pela Declaração de Barbados de 1971.

### Etnologia naval e o Projecto Archenave
Pedro Agostinho foi um dos defensores do incentivo a pesquisas de uma etnografia de salvaguarda especificamente voltadas para a preservação do patrimônio arqueológico e histórico naval existente na costa brasileira.
O Archenave pretendia estabelecer uma Comissão de Arqueologia, História e Etnografia Naval que estaria encarregada de promover a pesquisa e o estímulo à consciência social e estatal para
com um dos patrimônios arqueológicos e etnográficos mais extensos situados na zona costeira do Brasil.

## Vida pessoal
Pedro Agostinho era casado com a linguísta Rosa Virgínia Mattos e Silva, desde dezembro 1963 até o falecimento de Rosa Virgínia em 2012. Nos anos posteriores à viuvez, Pedro Agostinho teve uma piora no quadro de saúde, vindo a ser diagnosticado com o Mal de Alzheimer.
O casal formado por Pedro e Rosa gerou quatro filhos: Oriana Maria (nascida em 1965), George Olavo (nascido em 1966), João Rodrigo (nascido em 1974) e Lianor Maria (nascida em 1978).

## Principais obras
- Embarcações do Recôncavo: um estudo de origens (1974);[8]
- Mitos e outras narrativas Kamayura (1974);[8]
- Kuarip, mito e ritual no Alto Xingu. São Paulo: Editora da Universidade de São Paulo, 1974;[8]
- Comida e presentes em tempo de passagem. Aniversários de criança em Salvador, Bahia (1985);[8]
- Imagem e Peregrinação na Cultura cristã. Um esboço introdutório (1985);[8]
- Nota introdutória: critérios, método e problemas na fixação do texto (2002);[8]
- Mitos e outras narrativas Kamayura. 2. ed. Salvador: EDUFBA, 2009. (segunda edição do livro "Mitos e outras narrativas Kamayura" originalmente publicado em 1974);[8][10]
- Embarcações do Recôncavo: um estudo das origens (2012). (segunda edição do livro "Embarcações do Recôncavo" originalmente publicado em 1974).[8]